# День пам'яті жертв політичних репресій

Чорна стрічка — знак жалоби

День пам'яті жертв політичних репресій — щорічний національний пам'ятний день в Україні, що припадає на третю неділю травня.

## Історія
Указом президента України Леоніда Кучми № 1181/2000 від 31 жовтня 2000 року День пам'яті жертв голодоморів, який відзначався кожної четвертої суботи листопада перейменовувався на «День пам'яті жертв голодомору та політичних репресій». Указом Кучми № 797/2004 від 15 липня 2004 року встановлювалася назва «День пам'яті жертв голодоморів та політичних репресій». Указом Президента України Віктора Ющенка № 431/2007 від 21 травня 2007 року дні пам'яті жертв голодоморів та політичних репресій розведено у часі. День пам'яті жертв голодоморів залишився щочетвертої суботи листопада, натомість, третя неділя травня встановлена Днем пам'яті жертв політичних репресій 
|  | з метою належного вшанування пам'яті жертв політичних репресій, привернення уваги суспільства до трагічних подій в історії України, викликаних насильницьким впровадженням комуністичної ідеології, відродження національної пам'яті, утвердження нетерпимості до будь-яких проявів насильства проти людства |

## Традиції
Традиційно, у День пам'яті жертв політичних репресій вищі особи держави покладають квіти до національного меморіального заповідника «Биківнянські могили». Покладання квітів до пам'ятних знаків відбувається також по всій країні, відбуваються жалобні віче і церемонії.
У 2019 році цей день припав на 19 травня. Саме на цю дату новообраний Президент України Володимир Зеленський планував провести церемонію своєї інавгурації.